# Cadre économique pour l'Indo-Pacifique
Le cadre économique pour l'Indo-Pacifique (CEIP), en anglais Indo-Pacific Economic Framework (IPEF), est un partenariat économique lancé le 23 mai 2022.
Il a pour but de contrer l'influence chinoise dans la région pacifique et sud asiatique, de réhausser l'influence américaine, de proposer une alternative à la chaîne d'approvisionnement chinoise. Il a également pour but d'arriver à des normes communes, à un développement économique plus équitable.
Il évite aussi tout accord commercial, type d'engagement pour lequel l'Amérique se montre frileuse depuis l'administration Trump. La population craint les conséquences néfastes sur l'emploi.

## Objectifs
Le cadre repose sur 4 piliers :
- Commerce équitable et résilient
- Résilience des chaînes d'approvisionnement
- Énergie propre, décarbonisation et infrastructures
- Fiscalité et lutte contre la corruption

## Membres
Ce partenariat concerne 14 pays :
- États-Unis ;
- Japon ;
- Inde ;
- Fidji ;
- Australie ;
- Brunei ;
- Thaïlande ;
- Malaisie ;
- Nouvelle-Zélande ;
- Indonésie ;
- Corée du Sud ;
- Philippines ;
- Singapour ;
- Viêt Nam.

Cet ensemble représente 40 % du PIB mondial.
Taiwan n'est délibérement pas inclus, pour ne pas envenimer les relations sino-américaines.
La Chine, pour sa part, s'est trouvée contrariée de ne pas être associée.

## Réunions
- 23 mai 2022 : fondation du cadre, à Tokyo, en présence des présidents indien, américain et du premier ministre japonais.
- 16 novembre 2023 : réunion à San Francisco, aux USA.

## Forum
Un forum pour les investisseurs est organisé les 5 et 6 juin 2024 à Singapour, dans le cadre du CEIP,.